# 厦门快速公交一号线
厦门快速公交一号线，又称快1(K1)，是一条厦门快速公交系统线路，也是连接厦门岛和集美区的快速公交线路。一号线全长33.4公里，东起思明区第一码头站，北至集美区厦门北站。全程设27个站点，其中24座为地上车站，而T4候机楼站则为地面站点。于2008年9月1日开始运营。

## 车站及连接线

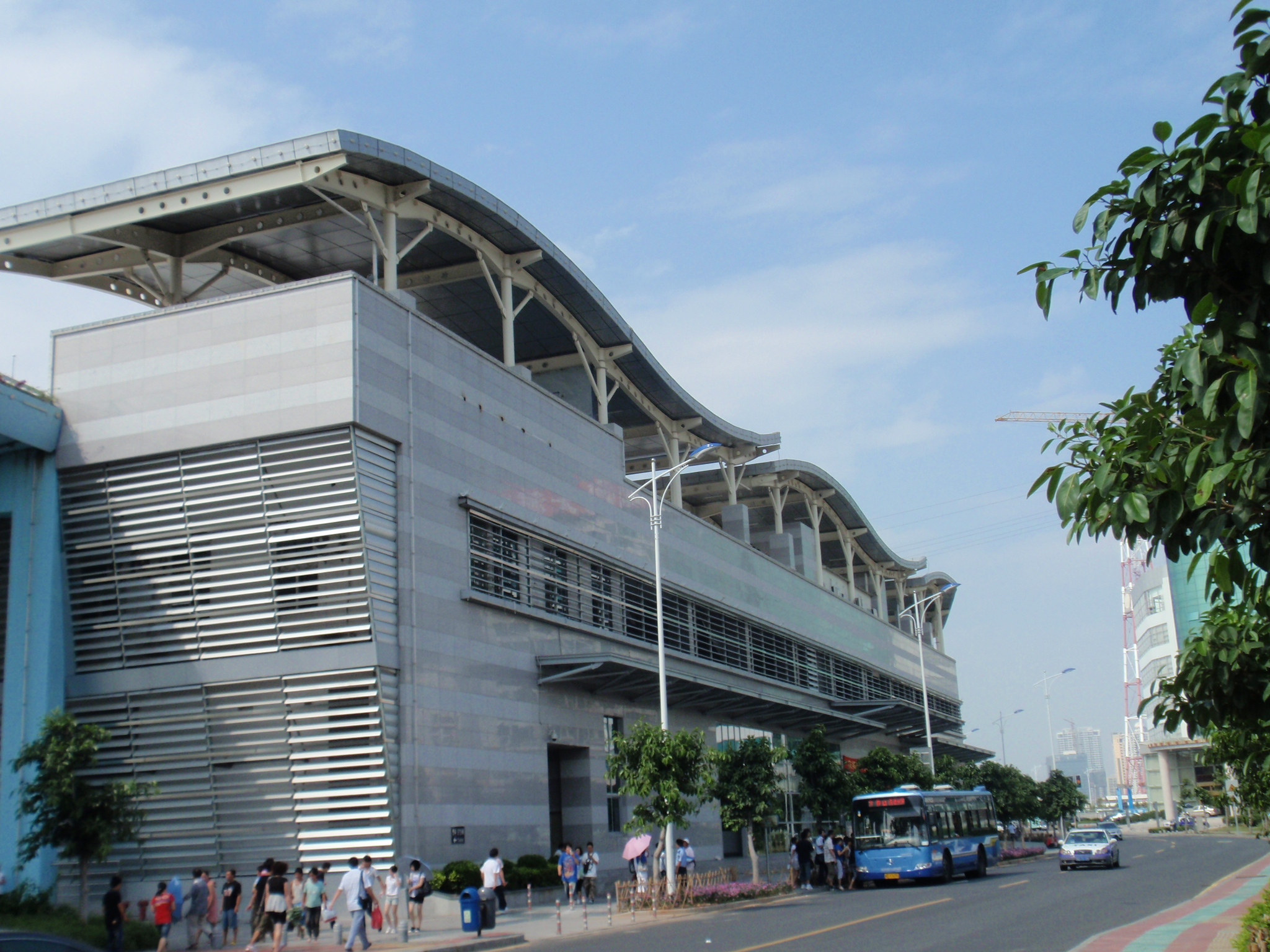
第一码头站

一号线第一码头站、开禾路口站、思北站、斗西路站、二市站、文灶站、金榜公园站、火车站、莲坂站、龙山桥站、卧龙晓城站、东芳山庄站与二号线，三号线共线。蔡塘站、金山站、市行政服务中心站、双十中学站、县后站、T4候机楼站与二号线共站。全线除T4候机楼站因建在集美大桥上故为地面车站外，其余24座车站均为高架车站。在县后站与集美大桥南站之间有隧道一座，穿过厦门高崎机场。过海后设嘉庚体育馆站，诚毅学院站、 华侨大学站、 中科院站 、 厦门北站。
全线仅开禾路口站、T4候机楼站没有连接线，其余各站均设有连接线。其中斗西路站、双十中学站、嘉庚体育馆站设有两条连接线。而火车站与龙山桥站共用一条连接线。

### 换乘
因一号线与二号线和三号线共线部分高架，故在共线段均可换乘其他快速公交线路。但第一码头站为始发站且付费区内上下行不连通，不能换乘。

## 事故
2013年6月7日下午6时22分，厦门快速公交一号线的一辆公交车途经金山站附近时遭人为纵火。该事故共造成47人死亡、34人受伤。